# Cotton Kings de Lubbock
Les Cotton Kings de Lubbock sont une ancienne franchise de hockey sur glace ayant joué dans la Ligue centrale de hockey basé à Lubbock, situé dans l'État du Texas aux États-Unis.

## Histoire
L'équipe des Cotton Kings fait ses débuts en 1999 dans la Western Professional Hockey League. En 2001, l'équipe atteint la finale mais perd face aux Mudbugs de Bossier-Shreveport. Au cours de cette même année, la WPHL met fin à ses activités et les Cotton Kings rejoint la Ligue centrale de hockey. Les Cotton Kings ont joué six saisons dans la LCH mais n'atteignent qu'une seule fois les séries éliminatoires, en 2005 où ils sont éliminés par les Gorillas d'Amarillo au premier tour.
En juin 2007, les Cotton Kings n'arrivent pas à se trouver un accord avec la ville de Lubbock pour l'utilisation du City Bank Coliseum et la LCH décide de suspendre leurs activités,. 

## Bilan

### Dans la WPHL
| Saison    | PJ | V  | D  | DTB | BP  | BC  | Pts | Classement                     | Séries éliminatoires                                                                |
| --------- | -- | -- | -- | --- | --- | --- | --- | ------------------------------ | ----------------------------------------------------------------------------------- |
| 1999-2000 | 70 | 42 | 24 | 4   | 320 | 267 | 88  | Deuxièmes de la division Ouest | 2-0 Jackalopes d'Odessa 2-3 Ice Bats d'Austin                                       |
| 2000-2001 | 71 | 40 | 23 | 8   | 272 | 225 | 88  | Deuxièmes de la division Ouest | 4-0 Outlaws de San Angelo 4-0 Jackalopes d'Odessa 1-4 Mudbugs de Bossier-Shreveport |

### Dans la LCH
| Saison    | PJ | V  | D  | DP | DTB | BP  | BC  | Pts | Classement                          | Séries éliminatoires    |
| --------- | -- | -- | -- | -- | --- | --- | --- | --- | ----------------------------------- | ----------------------- |
| 2001-2002 | 64 | 30 | 23 | -  | 11  | 204 | 196 | 71  | Troisièmes de la division Sud-Ouest | Non qualifiés           |
| 2002-2003 | 64 | 29 | 28 | 2  | 5   | 212 | 215 | 65  | Troisièmes de la division Sud-Ouest | Non qualifiés           |
| 2003-2004 | 64 | 19 | 35 | 4  | 6   | 163 | 234 | 48  | Quatrièmes de la division Sud-Ouest | Non qualifiés           |
| 2004-2005 | 60 | 34 | 23 | 3  | 0   | 171 | 149 | 71  | Premiers de la division Sud-Ouest   | 1-4 Gorillas d'Amarillo |
| 2005-2006 | 64 | 27 | 31 | 1  | 5   | 179 | 204 | 60  | Troisièmes de la division Sud-Ouest | Non qualifiés           |
| 2006-2007 | 64 | 24 | 31 | 2  | 7   | 170 | 217 | 57  | Cinquièmes de la division Sud-Ouest | Non qualifiés           |